# Floriade

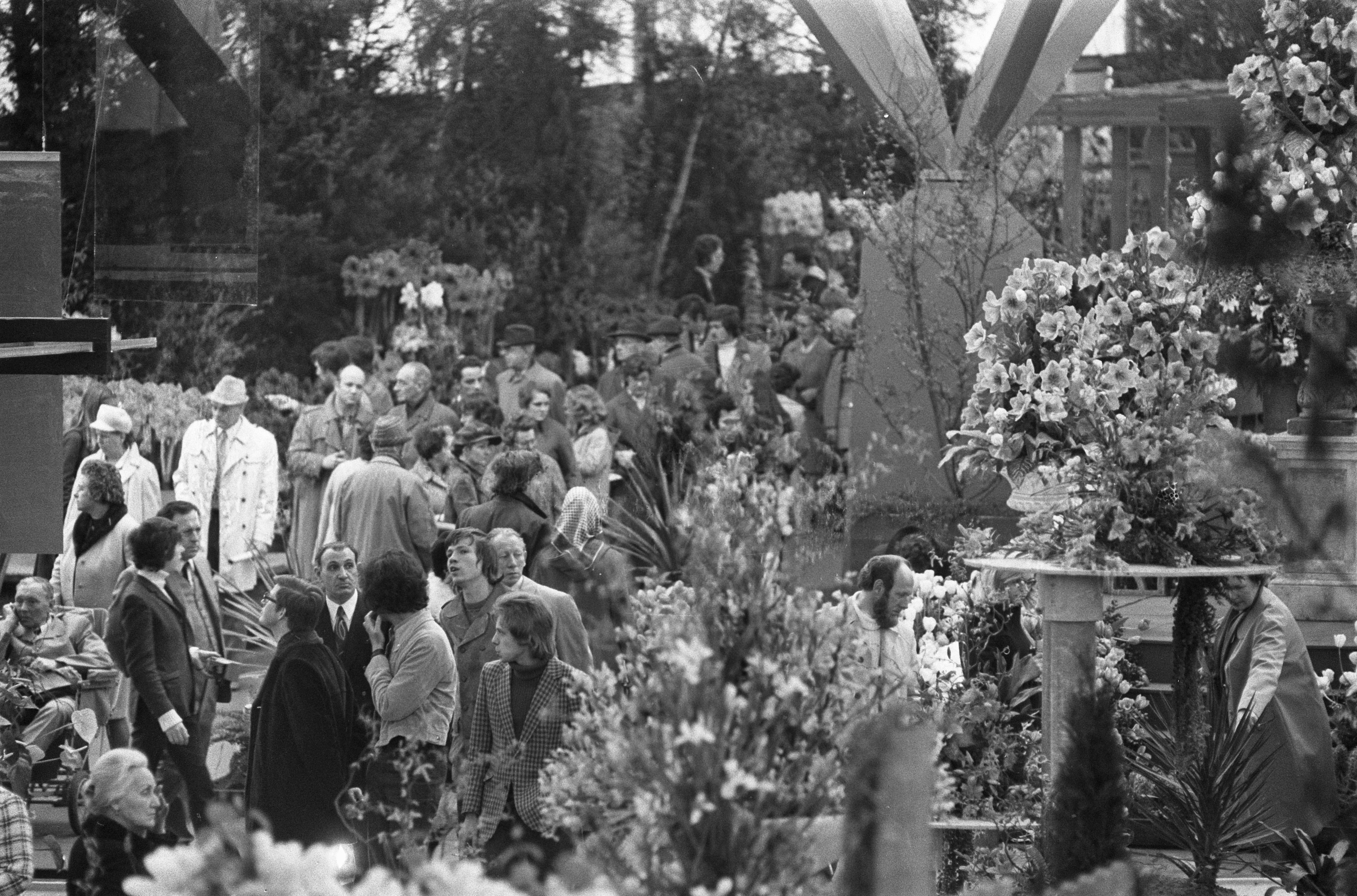
La Floriade de 1972 à Amsterdam.

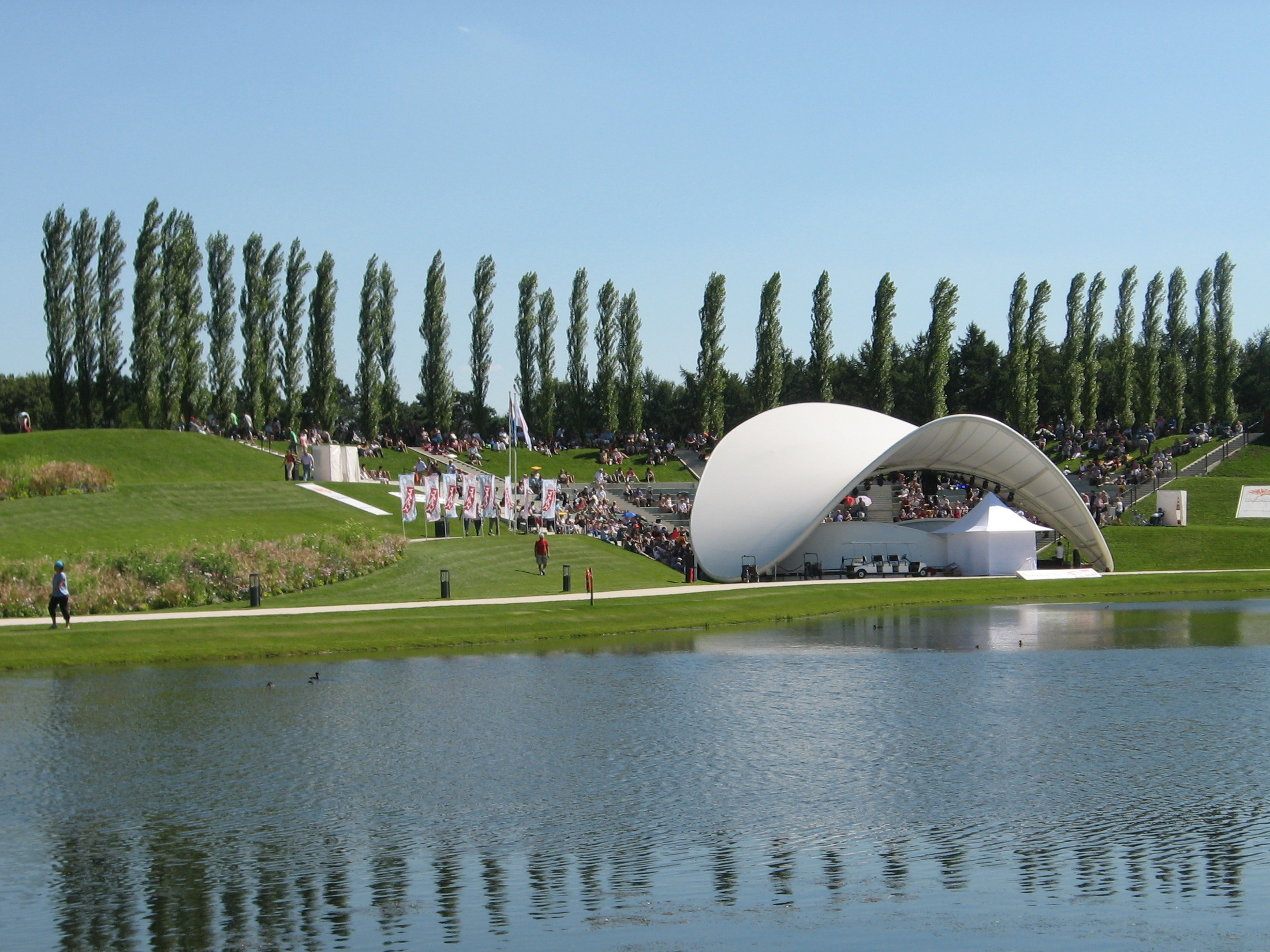
Le théâtre de la Floriade de 2012 à Venlo (Limbourg).

La Floriade est une exposition internationale d'horticulture organisée tous les dix ans aux Pays-Bas. Elle est répertoriée comme exposition horticole de catégorie A1 par l'Association internationale des producteurs d'horticulture (en) (AIPH) et elle est reconnue par le Bureau international des expositions (BIE).
La manifestation est attribuée à une ville candidate et met en compétition plusieurs sites.
Du 14 avril au 9 octobre 2022, Almere (Flevoland) organise la 7e édition de la Floriade.

## Éditions
- 1960 : Rotterdam (Het Park)
- 1972 : Amsterdam (Amstelpark et Beatrixpark)
- 1982 : Amsterdam (Gaasperplas)
- 1992 : Zoetermeer (Rokkeveen)
- 2002 : Haarlemmermeer (Bos Haarlemmermeerse et De Groene Weelde)
- 2012 : Venlo (Greenpark)
- 2022 : Almere (Weerwater)

### Sources
- (en) Cet article est partiellement ou en totalité issu de l’article de Wikipédia en anglais intitulé « Floriade » (voir la liste des auteurs).